# 「ビー・バップ・ハイスクール 高校与太郎行進曲」オリジナル・サウンドトラック
『「ビー・バップ・ハイスクール 高校与太郎行進曲」オリジナル・サウンドトラック』（びーばっぷはいすくーるこうこうよたろうこうしんきょく おりじなるさうんどとらっく）は、ビー・バップ・少年少女合唱団が、1987年に発表したアルバムである。

## 解説
東映映画「ビー・バップ・ハイスクール 高校与太郎行進曲」のオリジナル・サウンドトラック。

## 収録曲

### A面
1. ビー･バップ･シンドローム（4:50）
  - 作詞：きうちかずひろ、作曲：都志見隆、編曲：中村哲
  - 歌：ビー・バップ・少年少女合唱団
2. Be-Bop Wars（3:26）
  - 作曲・編曲：埜邑紀見男
3. パソコン・シンドローム（2:20）
  - 作曲：都志見隆、編曲：埜邑紀見男
4. いつか旅した淋しさに～Lonely Night（4:30）
  - 作詞：夏裕人、作曲：都志見隆、編曲：埜邑紀見男
  - 歌：都志見隆
5. Viva-Victory（2:13）
  - 作曲・編曲：埜邑紀見男

### B面
1. Final Round（4:19）
  - 作詞：夏裕人、作曲：都志見隆、編曲：埜邑紀見男
  - 歌：都志見隆
2. Be-Bop Dancin'（4:28）
  - 作詞：きうちかずひろ、作曲：都志見隆、編曲：中村哲
  - 歌：ビー・バップ・少年少女合唱団
3. 夢中でいさせて～翔子のテーマ（4:42）
  - 作詞：夏裕人、作曲：都志見隆、編曲：埜邑紀見男
  - 歌：翔子
4. Waru～仁義ある仲間たち（3:38）
  - 作曲：都志見隆、編曲：埜邑紀見男
5. 君の瞳にBalladを・・（2:44）
  - 作曲：都志見隆、編曲：埜邑紀見男

## 発売履歴
| 発売日        | レーベル             | 規格 | 規格品番 |
| ------------- | -------------------- | ---- | -------- |
| 1987年3月25日 | ワーナー・パイオニア | LP   | L-12597  |
| 1987年3月25日 | ワーナー・パイオニア | CT   | LKF-8165 |
| 1987年3月25日 | ワーナー・パイオニア | CD   | 32XL-205 |